# Israel Gelfand
Israïl Moiseevich Gelfand (em russo:  Израиль Моисеевич Гельфанд, em iídiche: ישראל געלפֿאַנד, também escrito Gel'fand; Okny, 2 de setembro de 1913 — New Brunswick, 5 de outubro de 2009) foi um matemático ucraniano de origem judaica. 

## Carreira
Ele fez contribuições significativas para muitos ramos da matemática, incluindo teoria dos grupos, teoria da representação e análise funcional. Ganhador de muitos prêmios, incluindo a Ordem de Lenin e o primeiro Prêmio Wolf, ele foi membro estrangeiro da Royal Society e professor da Universidade Estadual de Moscou e, depois de imigrar para os Estados Unidos pouco antes de seu 76º aniversário, na Universidade Rutgers. Gelfand também é bolsista MacArthur de 1994.
Seu legado continua através de seus alunos, que incluem Endre Szemerédi, Alexandre Kirillov, Edward Frenkel, David Kazhdan, bem como seu próprio filho, Sergei Gelfand.
Recebeu a Ordem de Lenin e o Prêmio Wolf de Matemática de 1978. Foi eleito membro da Royal Society em 1977.

## Trabalho
Gelfand é conhecida por muitos desenvolvimentos, incluindo:
- o livro Cálculo de Variações (1963), que ele co-escreveu com Sergei Fomin;
- Fórmula de Gelfand, que expressa o raio espectral como um limite das normas matriciais.
- a representação de Gelfand na teoria da álgebra de Banach;
- o teorema de Gelfand-Mazur na teoria da álgebra de Banach;
- o teorema de Gelfand-Naimark;
- a construção de Gelfand-Naimark-Segal;
- Espaços de Gelfand-Shilov;
- a integral de Gelfand-Pettis;
- a teoria da representação dos complexos grupos de Lie clássicos;
- contribuições para a teoria dos módulos de Verma na teoria da representação de álgebras de Lie semisimples (com I. N. Bernstein e S. I. Gelfand);
- contribuições para a teoria da distribuição e medidas em espaços de dimensão infinita;
- a primeira observação da conexão de formas automórficas com representações (com Sergei Fomin);
- conjecturas sobre o teorema do índice de Atiyah-Singer;
- equações diferenciais ordinárias (teoria de Gelfand-Levitan);
- trabalho sobre cálculo de variações e teoria do sóliton (equações de Gelfand-Dikii);
- Contribuições para a filosofia das formas de cúspide;
- Cohomologia de Gelfand-Fuchs de álgebras de Lie;
- Dimensão de Gelfand-Kirillov;
- geometria integral;
- definição combinatória da classe Pontryagin;
- Functores Coxeter;
- Funções hipergeométricas gerais;
- Padrões de Gelfand-Tsetlin;
- Método de Gelfand-Lokutsievski;
- e muitos outros resultados, particularmente na teoria da representação de grupos clássicos.

Gelfand realizou um seminário na Universidade Estadual de Moscou de 1943 até maio de 1989 (quando continuou na Universidade Rutgers), que cobriu uma ampla gama de tópicos e foi uma escola importante para muitos matemáticos. 

## Influência fora da matemática
A base de Gelfand-Tsetlin (também escrita Zetlin) é uma ferramenta amplamente utilizada em física teórica e o resultado do trabalho de Gelfand sobre a teoria da representação do grupo unitário e grupos de Lie em geral.
Gelfand também publicou trabalhos sobre biologia e medicina.  Por muito tempo ele se interessou por biologia celular e organizou um seminário de pesquisa sobre o assunto.  Ele trabalhou extensivamente em educação matemática, particularmente com educação por correspondência. Em 1994, ele foi premiado com uma bolsa MacArthur por este trabalho.

## Publicações
- Gelfand, I. M. (1998), Lectures on linear algebra, ISBN 978-0-486-66082-0, Courier Dover Publications
- Gelfand, I. M.; Fomin, Sergei V. (1963),  Silverman, Richard A., ed., Calculus of variations, ISBN 978-0-486-41448-5, Englewood Cliffs, N.J.: Prentice-Hall Inc., MR 0160139
- Gelfand, I.; Raikov, D.; Shilov, G. (1964) [1960], Commutative normed rings, ISBN 978-0-8218-2022-3, Translated from the Russian, with a supplementary chapter, New York: Chelsea Publishing Co., MR 0205105
- Gel'fand, I. M.; Shilov, G. E. (1964) [1958], Generalized functions. Vol. I: Properties and operations, ISBN 978-0-12-279501-5, Translated by Eugene Saletan, Boston, MA: Academic Press, MR 0166596[11]
- Gelfand, I. M.; Shilov, G. E. (1968) [1958], Generalized functions. Vol. 2. Spaces of fundamental and generalized functions, ISBN 978-0-12-279502-2, Translated from the Russian by Morris D. Friedman, Amiel Feinstein and Christian P. Peltzer, Boston, MA: Academic Press, MR 0230128[11]
- Gelfand, I. M.; Shilov, G. E. (1967) [1958], Generalized functions. Vol. 3: Theory of differential equations, Translated from the Russian by Meinhard E. Mayer, Boston, MA: Academic Press, MR 0217416[11]
- Gelfand, I. M.; Vilenkin, N. Ya. (1964) [1961], Generalized functions. Vol. 4: Applications of harmonic analysis, ISBN 978-0-12-279504-6, Translated by Amiel Feinstein, Boston, MA: Academic Press, MR 0173945[11]
- Gelfand, I. M.; Graev, M. I.; Vilenkin, N. Ya. (1966) [1962], Generalized functions. Vol. 5: Integral geometry and representation theory, ISBN 978-0-12-279505-3, Translated from the Russian by Eugene Saletan, Boston, MA: Academic Press, MR 0207913[11]
- Gelfand, I. M.; Graev, M. I.; Pyatetskii-Shapiro, I. I. (1969), Representation theory and automorphic functions, ISBN 978-0-12-279506-0, Translated from the Russian by K. A. Hirsch, Philadelphia, Pa.: W. B. Saunders Co., MR 0233772
- Gelfand, Izrail M. (1987),  Gindikin, S. G.; Guillemin, V. W.; Kirillov, A. A.; Kostant, Bertram; Sternberg, Shlomo, eds., Collected papers. Vol. I, ISBN 978-3-540-13619-4, Berlin, New York: Springer-Verlag, MR 929821
- Gelfand, Izrail M. (1988),  Gindikin, S. G.; Guillemin, V. W.; Kirillov, A. A.; Kostant, Bertram; Sternberg, Shlomo, eds., Collected papers. Vol. II, ISBN 978-3-540-19035-6, Berlin, New York: Springer-Verlag, MR 929821
- Gelfand, Izrail M. (1989),  Gindikin, S. G.; Guillemin, V. W.; Kirillov, A. A.; Kostant, Bertram; Sternberg, Shlomo, eds., Collected papers. Vol. III, ISBN 978-3-540-19399-9, Berlin, New York: Springer-Verlag, MR 0997939
- Gelfand, I. M.; Kapranov, M.M.; Zelevinsky, A.V. (1994), Discriminants, resultants, and multidimensional determinants, ISBN 978-0-8176-3660-9, Boston: Birkhäuser[12]
- Gelfand, I. M.; Gindikin, S. G.; Graev, M. I. (2003), Selected topics in integral geometry, ISBN 978-0-8218-2932-5, Translations of Mathematical Monographs, 220, Providence, R.I.: American Mathematical Society, MR 2000133
- Borovik, Alexandre V.; Gelfand, I. M.; White, Neil (2003), Coxeter matroids, ISBN 978-0-8176-3764-4, Progress in Mathematics, 216, Boston, MA: Birkhäuser Boston, MR 1989953